# 사이고 주도

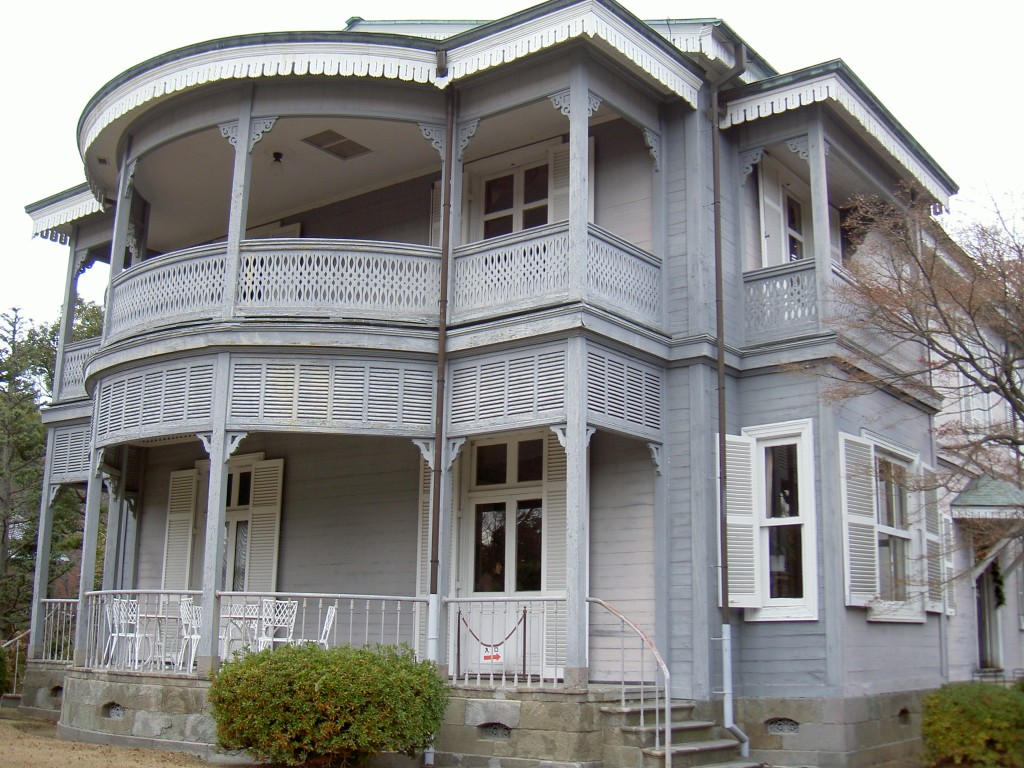
옛 사이고 주도 저택 (일본 중요문화재, 도쿄도 메구로구에 있던 것을 하쿠부쓰칸 메이지 촌으로 옮김.)

사이고 주도/쓰구미치(일본어: 西郷 従道, 1843년 음력 5월 4일 ~ 1902년 7월 18일)은 사쓰마 번사, 제국 육군 및 해군 군인, 정치인이다. 계급은 원수·제독. 정1위, 대훈위, 공2급, 후작. 사이고 다카모리의 동생이다. 별명은 소 사이고(小西郷).

## 약력
사쓰마번 (지금의 가고시마현 일대) 가고시마성 아래의 마을에서 태어났다. 검술은 야쿠마루 가네요시의 검법을, 병법은 이지치 마사하루(伊地知正治)의 것을 배웠다. 아리무라 준사이(有村俊斎, 후의 나라현지사 가이에다 노부요시(海江田信義) 자작)의 천거로 사쓰마 번주 시마즈 나리아키라의 밑에서 일했다. 1861년 환속(還俗)하여 이름을 다카오키(일본어: 隆興)로, 가명을 신고(信吾)로 바꾸고, 나리아키를 섬기는 정충조(精忠組)에 가입하여 존왕양이운동에 참가했다. 1862년 도막운동을 위해 교토에 모인 정충조 내의 아리마 신시치(有馬新七) 일당에 참가했으나 데라다야 사건으로 번으로부터 탄압을 받았는데, 나이가 어렸던 주도는 번으로 돌아와 근신 처분을 받았다. 1863년 사쓰에이 전쟁이 일어나자 근신 처분이 풀려, 수박팔이를 위장한 결사대에 지원했다. 보신 전쟁 때는 도바·후시미 전투에서 총에 맞아 중상을 입고, 각지를 전전했다.
1869년 야마가타 아리토모와 함께 유럽으로 건너 유럽의 군제를 조사했으며, 1870년 7월 요코하마항을 통해 귀국했다. 같은 해 8월 22일 병부권대승(일본어: 兵部権大丞)에 임명되고, 정6위를 수훈했으며, 1871년 7월 육군 소장이 되었다. 1873년 형 다카모리가 정한론 문제로 하야하자 사쓰마 번 출신자 다수가 그를 따르지만, 쓰구미치는 정부에 남았다. 1874년 육군 중장이 되었으며, 같은 해 타이완 침략 때는 번지 사무 도독으로서 군세를 지휘했다. 다카모리가 1877년 반란을 일으켰을 때,주도는 형 다카모리의 반란에 가담하지 않았으며 정부에 계속 머물렀다. 세이난 전쟁으로 다카모리가 죽은 후에는 정부 내에서 사쓰마 번벌의 중진이 되었다. 세이난 전쟁이 끝난 직후에는 근위 도독이 되었고, 오쿠보 도시미치 암살 직후인 1877년에는 참의가 되었으며, 같은 해 말에는 육군경이 되었다. 1882년 1월 11일, 구로다 기요타카가 개척 장관에서 물러나자 참의·농상무경을 겸하여, 같은 해 2월 8일 개척사가 폐지될 때까지 단기간 동안 개척 장관을 맡았다. 1884년 화족령 제정에 따라 백작 작위를 받았다. 이 밖에, 해군대신, 내무대신 등을 지냈다. 1892년 원로로서 추밀고문관이 되었고, 같은 해 시나가와 야지로와 함께 국민협회를 설립했다. 1894년 해군 대장이 되었으며, 1895년에는 후작으로 작위가 올랐으며, 1898년 일본의 해군 군인으로써는 최초로 원수 칭호를 받았다.

## 가계
- (증조부)사이고 기치베(西郷吉兵衞, 생년 미상 - 1803년 윤 1월 28일, 사이고 구헤에 마사타카西郷九兵衞昌隆의 아들)
- (증조모)마치다 고에몬(町田此右衛門)의 딸
  - (조부)사이고 다쓰에몬 다카미쓰(西郷龍右衞門隆充, 생년 미상 - 1852년 9월 1일）
  - (조모)요쓰모토 요시테루(四本義照)의 여동생(생년 미상 - 1862년 5월 29일)
    - (부)사이고 기치베(西郷吉兵衞, 1806년 - 1852년 9월 27일)
    - (모)시하라 마사(椎原政佐, 생년 미상 - 1853년 음력 11월 29일）
      - (부인)기요코(清子, 1854년 - 1928년, 도쿠노 요스케(得能良介)의 장녀)
        - (장남)사이고 주리(西郷従理, 1874년 10월 9일 - 1884년 12월 10일)
        - (차남)사이고 주토쿠(西郷従徳, 1878년 10월 21일 - 1946년 2월 6일)
          - (손자)사이고 주고(西郷従吾, 1903년 5월 19일 - 1980년 6월 14일)
            - (증손)사이고 주세쓰(西郷従節)

        - (아들)가미무라 쓰구요시 혹은 가미무라 주기(上村従義, 1881년 1월 - 1937년 3월 23일, 가미무라 히코노조(上村 彦之丞)의 양자로 입적)
        - (아들)고마쓰 주시(小松従志)
        - (딸)사쿠라코(桜子, 1886년 - 1985년, 이와쿠라 도모하루(岩倉具張)의 부인)
          - (외손)이와쿠라 도모히데(岩倉具栄, 1904년 2월 8일 - 1978년 11월 2일)
            - (외증손)이와쿠라 도모타다(岩倉具忠, 1933년 9월 10일 - 2016년 2월 13일)

      - (형)사이고 다카모리(西郷隆盛, 1828년 음력 12월 7일 ~ 1877년 9월 24일)
      - (형수)스가(須賀, 생몰년 미상, 이주인 가네요시(伊集院兼善)의 딸)
      - (형수)이토코(糸子, 1843년 - 1922년 6월 11일, 이와야마 하치로타 나오하루(岩山八郎太直温)의 차녀)
        - (조카)사이고 도라타로(西郷寅太郎 , 1866년 음력 7월 12일 - 1919년 1월 1일)
        - (질부)노부코(信子, 소노다 사네노리(園田実徳)의 장녀)
        - (조카)사이고 우마지로(西郷午次郎, 1871년 - 몰년 미상)
        - (조카)사이고 도리조(西郷酉三, 1873년 ~ 몰년 미상)

      - (형수)아이카나(愛加那, 1837년 - 1902년 음력 8월 27일）
        - (조카)사이고 기쿠지로(西郷菊次郎, 1861년 음력 1월 2일 - 1928년 11월 27일)

      - (남동생)사이고 다카히로(西郷隆広, 1833년 - 1868년 9월 29일)
        - (조카)사이고 류준(西郷隆準)

      - (남동생)사이고 다카카쓰(西郷隆雄, 1847년 11월 18일 - 1877년 2월 27일)
      - (여동생)고토(琴, 1832년 - 1913년, 이치기 마사노조(市来正之丞)의 부인)
      - (여동생)다카(鷹, 생년 미상 - 1862년)
      - (사촌)오야마 이와오(大山巌, 1842년 10월 10일 ~ 1916년 12월 10일)